# Pangaeus setosus
Pangaeus setosus är en insektsart som beskrevs av Richard C. Froeschner 1960. Pangaeus setosus ingår i släktet Pangaeus och familjen taggbeningar. Inga underarter finns listade i Catalogue of Life.